# الراية الهاشمية
الراية الهاشمية هي راية مستمدة من راية أشراف الحجاز من آل أبي نمي من آل هاشم، وهي راية أحفاده الهاشميون في الأردن. كذلك فإن هذه الراية هي إحدى رايات الجيش العربي، والتي أصبحت رمزا لتشكيلات الجيش الرئيسة الثلاث البحرية والجوية والبرية. قبل اعتماد راية الثورة العربية الكبرى ذات الألوان الرباعية، استُخدمت الراية الهاشمية بكونها راية للثورة وشعارا لها. بعد ذلك كانت الراية عام 1920 تتقدم ركب الملك عبد الله الأول في طريقه إلى معان

## خلفية تاريخية
رفع الهاشميون اللون الأحمر الداكن (العنابي) علماً لهم منذ عهد الشريف أبي نمي في الفترة 1515 – 1520م، أي في عصر السلطان سليم الأول العثماني. وحين انطلقت الثورة العربية الكبرى، أبلغ الشريف الحسين بن علي الحلفاء بأن راية الثورة هي الحمراء، إلى أن يتم اعتماد علم رسمي تبلّغ مواصفاته لجميع الدول. ويذكر خير الدين الزركلي في كتابه "ما رأيت وما سمعت" أن الحسين بن عليّ كان في وداع ابنه الأمير عبدالله عندما توجّه إلى معان عام 1920، وكانت الراية الحمراء الخاصة بالأشراف تتقدم الأمير وجنوده. ويقول السيد البكري في كتاب صهاريج اللؤلؤ أن "الراية الحمراء كانت لأهل الحجاز".

## راية للقوات المسلحة الأردنية
سلّم الملك عبد الله الثاني بن الحسين الراية الهاشمية في 9 يونيو 2015 م؛ لتصبح بذلك احدى رايات القوات المسلحة الأردنية ورمز له بكل فروعه. وقد جرى التسليم بمراسم عسكرية استرعت الاهتمام وراء تسليم الراية مع ما لها من دلالات في ذلك الوقت.

## الدلالات
يرمز اللون الأحمر الداكن «العنابي» إلى الفداء والتضحية. كذلك يرمز إلى عدم المبادءة بالاعتداء، وإنما الدفاع عن النفس. وهذا اللون الأحمر الداكن هو مستمد من راية الشريف أبي نمي. وتشير عبارة الشهادتين إلى رسالة التوحيد والإسلام. بينما ترمز البسملة إلى الأشياء بكونها بدايتها، وعلى الطرف الآخر الحمد يرمز إلى ختام الأعمال وشكر الله عليها. وأما النجمة السباعية فهي تمثل سورة الفاتحة بآياتها السبعة، كذلك السماوات السبع. كما تُعد النجمة السباعية رمزا للحكم الهاشمي في الأردن والعراق وسورية.

## روابط خارجة
- الراية الهاشمية - التراث الملكي الهاشمي